# Linh dương

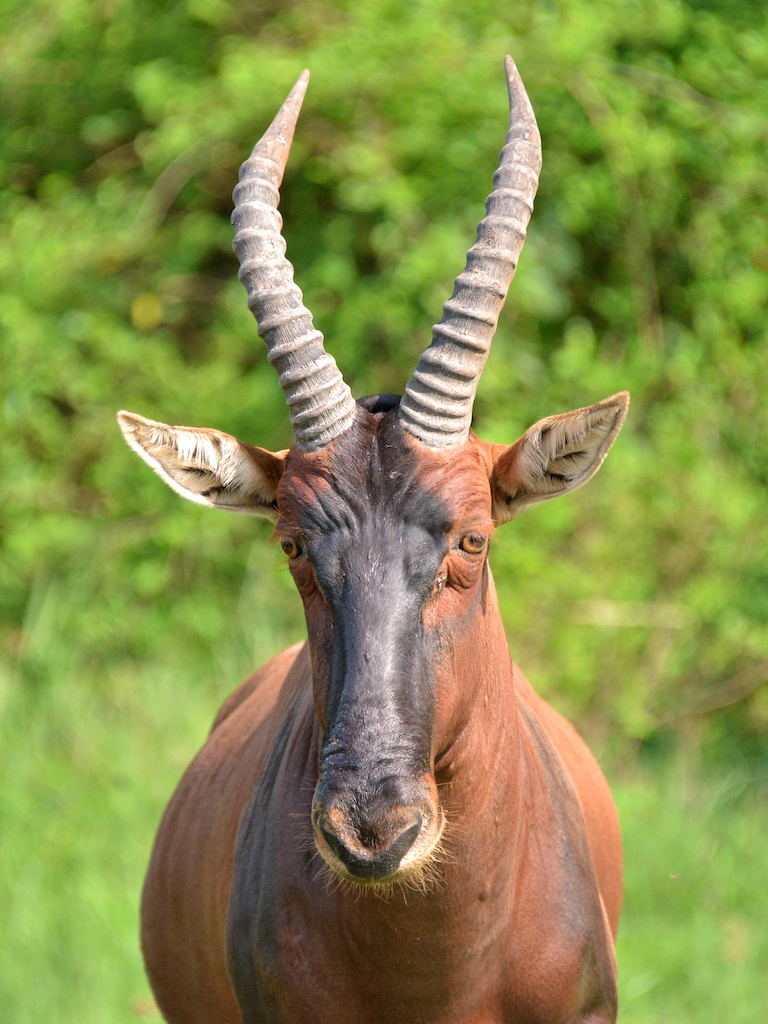
Một con linh dương châu Phi

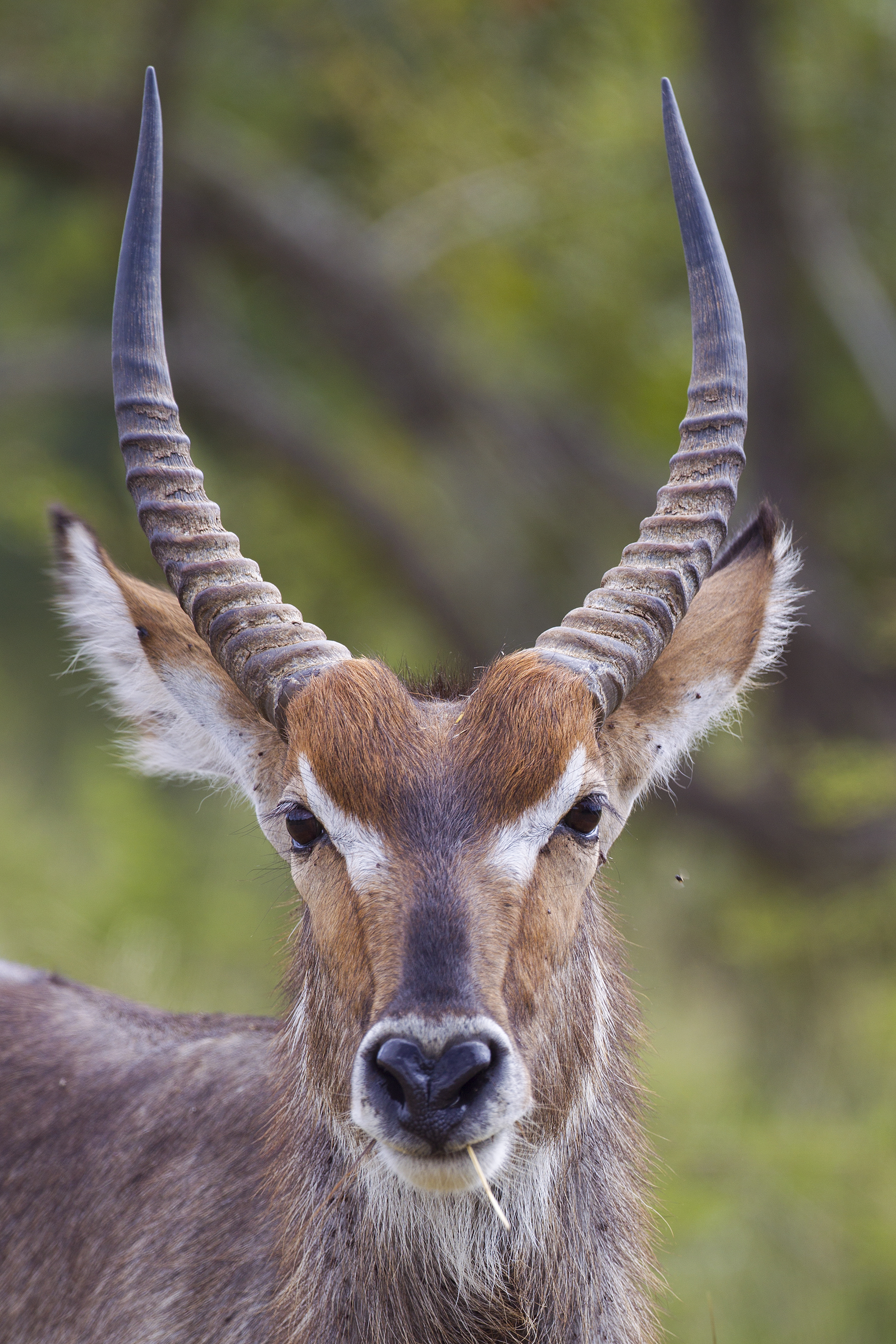
Linh dương châu Phi

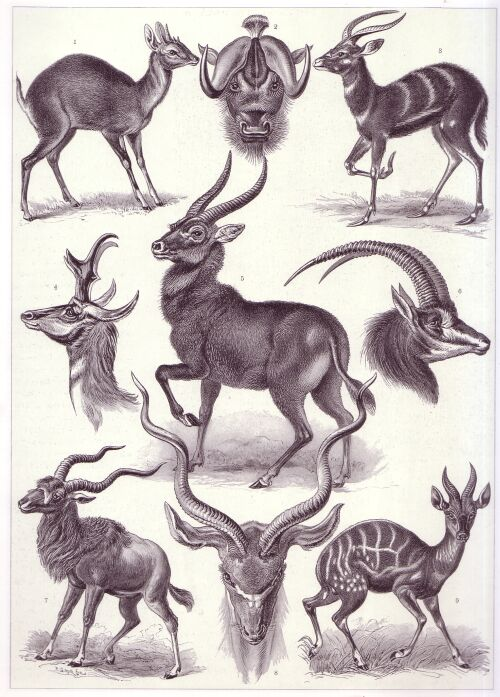
Minh họa năm 1904 của Ernst Haeckel về một số loài linh dương.

Linh dương là một nhóm động vật ăn cỏ thuộc bộ Guốc chẵn, họ Trâu Bò (Bovidae) sinh sống ở các lục địa châu Á, châu Phi và Bắc Mỹ. Linh dương bao gồm các loài không phải trâu, bò, dê, cừu.
Loài linh dương có sừng của Bắc Mỹ (còn gọi là linh dương châu Mỹ), mặc dù theo cách thông tục cũng có từ linh dương, nhưng không phải là một thành viên của họ Bovidae mà thuộc họ Antilocapridae. Linh dương thực thụ có sừng không phân nhánh và không bao giờ rụng, trong khi linh dương châu Mỹ sừng phân nhánh và thay hàng năm.

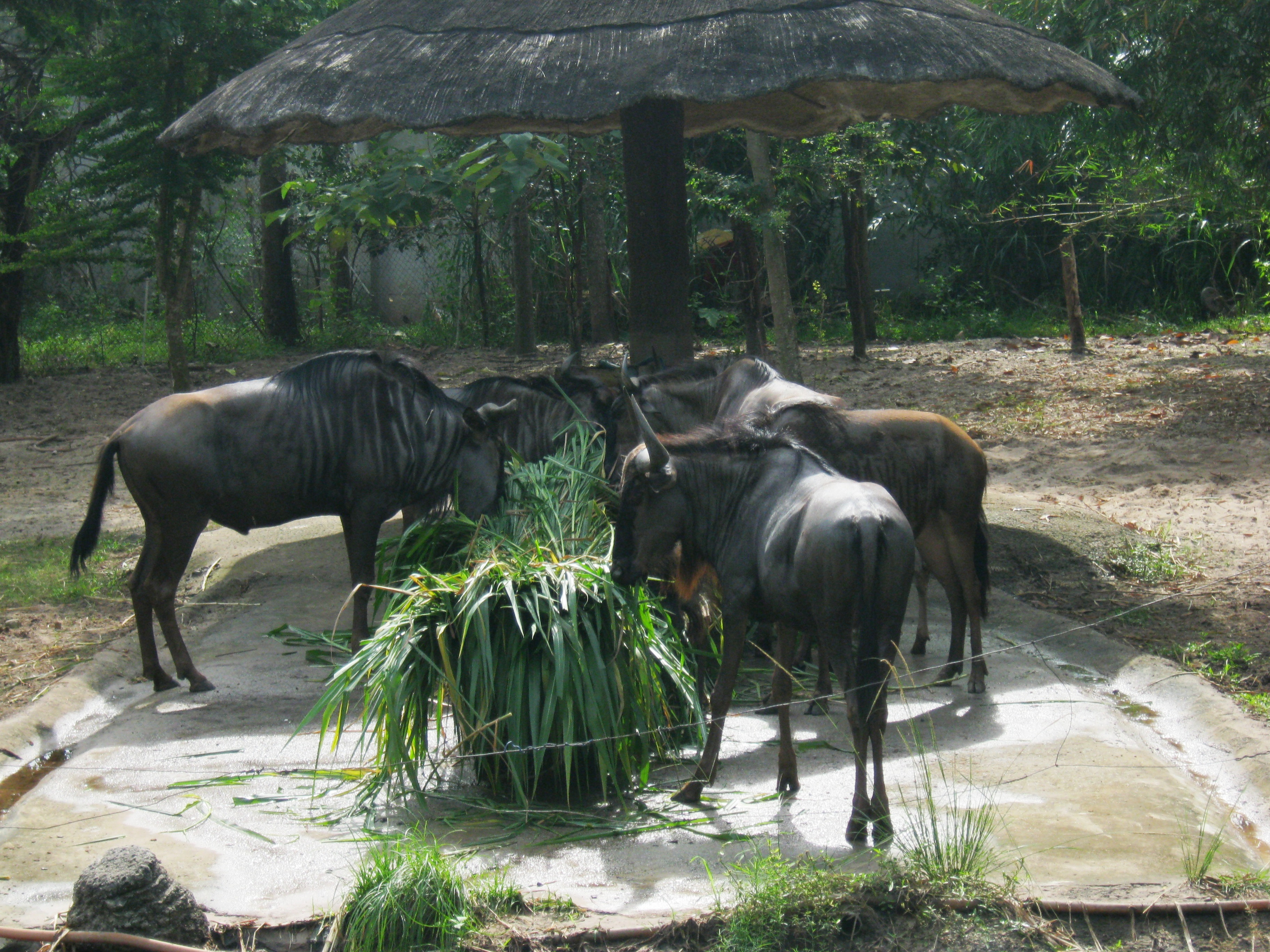
Bầy linh dương đầu bò đang ăn cỏ

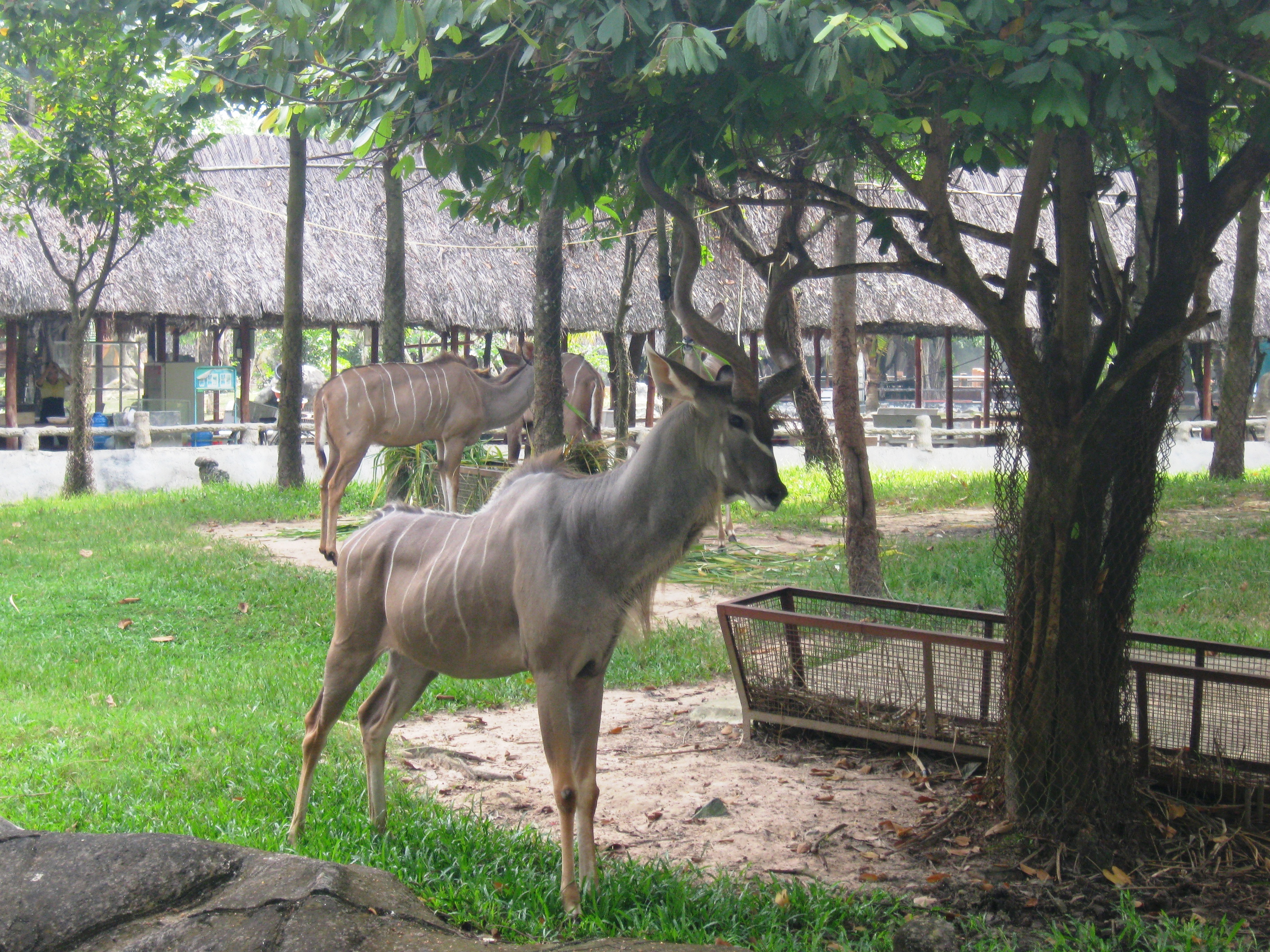
Linh dương có sừng không phân nhánh

## Phân loài
Tổng cộng có hơn 90 loài linh dương, gom trong hơn 30 chi.
- Phân họ Antilopinae
  - Tông Antilopini
    - Chi Ammodorcas
      - Ammodorcas clarkei

    - Chi Antidorcas: Linh dương nhảy
      - Antidorcas marsupialis: Linh dương nhảy
        - Antidorcas marsupialis marsupialis
        - Antidorcas marsupialis angolensis
        - Antidorcas marsupialis hofmeyri

    - Chi Antilope
      - Antilope cervicapra: Linh dương đen Ấn Độ
        - Antilope cervicapra cervicapra
        - Antilope cervicapra rajputanae

    - Chi Eudorcas
      - Eudorcas albonotata: Linh dương Mongalla
      - Eudorcas rufina †: Linh dương đỏ (đã tuyệt chủng)
      - Eudorcas rufrifrons: Linh dương mặt đỏ
        - Eudorcas rufifrons centralis
        - Eudorcas rufifrons hasleri
        - Eudorcas rufifrons kanuri
        - Eudorcas rufifrons laevipes
        - Eudorcas rufifrons rufifrons
        - Eudorcas rufifrons tilonura

      - Eudorcas thomsoni: Linh dương Thomson hay còn gọi là Tomie
        - Eudorcas thomsoni thomsonii
        - Eudorcas thomsoni nasalis

      - Eudorcas tilonura

    - Chi Gazella: Linh dương Gazelle
      - Thứ chi Deprezia
        - Gazella psolea †: Loài linh dương tiền sử, đã tuyệt chủng

      - Thứ chi Gazella
        - Gazella arabica †: Linh dương gazelle Ả rập
        - Gazella benettii hay Chinkara
        - Gazella bilkis †: Linh dương Yemen (đã tuyệt chủng)
        - Gazella dorcas: Linh dương Ai Cập
          - Gazella dorcas beccarii
          - Gazella dorcas dorcas
          - Gazella dorcas isabella
          - Gazella dorcas massaesyla
          - Gazella dorcas osiris
          - Gazella dorcas pelzelni

        - Gazella gazella: Linh dương núi đá Ả Rập
          - Gazella gazella gazella
          - Gazella gazella acaiae
          - Gazella gazella merrilli
          - Gazella gazella hatay
          - Gazella gazella cuvieri

        - Gazella saudiya †
        - Gazella spekei

      - Thứ chi Trachelocele
        - Gazella cuvieri: Linh dương Cuvier
        - Gazella leptoceros: Linh dương Rhim
        - Gazella subgutturosa
          - Gazella subgutturosa subgutturosa
          - Gazella subgutturosa gracilicornis
          - Gazella subgutturosa yarkandensis
          - Gazella subgutturosa marica

    - Chi Litocranius
      - Litocranius walleri: Linh dương cổ dài
        - Litocranius walleri walleri
        - Litocranius walleri sclateri

    - Chi Nanger
      - Nanger dama: Linh dương Dama
        - Nanger dama mhorr
        - Nanger dama dama
        - Nanger dama ruficollis

      - Nanger granti: Linh dương Grant
        - Nanger granti brighti (Thomas, 1901) – Linh dương Gazelle Bright
        - Nanger granti granti (Brooke, 1872) – Linh dương Grant phương Nam
        - Nanger granti lacuum (Neumann, 1906) – Linh dương Grant phương Bắc
        - Nanger granti petersi (Günther, 1884) – Linh dương Gazelle Peter
        - Nanger granti robertsi - Linh dương Gazelle Roberts

      - Nanger soemmerringii
        - Nanger soemmerringii berberana
        - Nanger soemmerringii soemmeringii
        - Nanger soemmerringii butteri

    - Chi Procapra
      - Procapra gutturosa
      - Procapra picticaudata
      - Procapra przewalskii
        - Procapra przewalskii przewalskii
        - Procapra przewalskii diversicornis

  - Tông Saigini
    - Chi Pantholops (trước đây xếp vào họ Caprinae)
      - Pantholops hodgsonii: Linh dương Tây Tạng

    - Chi Saiga
      - Saiga tatarica: Linh dương Saiga
        - Saiga tatarica tatarica (phân loài chỉ định)
        - Saiga tatarica mongolica hay là Saiga borealis: Linh dương Saiga Mông Cổ

  - Tông Neotragini
    - Chi Dorcatragus
      - Dorcatragus megalotis

    - Chi Madoqua
      - Madoqua guntheri
      - Madoqua kirkii
        - Madoqua kirkii kirkii
        - Madoqua kirkii cavendishi
        - Madoqua kirkii damarensis
        - Madoqua kirkii hindei

      - Madoqua piacentinii
      - Madoqua saltiana
        - Madoqua saltiana saltiana
        - Madoqua saltiana hararensis
        - Madoqua saltiana lawrenci
        - Madoqua saltiana phillipsi
        - Madoqua saltiana swaynei

    - Chi Neotragus
      - Neotragus batesi: Linh dương lùn Bates
      - Neotragus moschatus
      - Neotragus pygmaeus: Linh dương hoàng gia

    - Chi Oreotragus
      - Oreotragus oreotragus

    - Chi Ourebia
      - Ourebia ourebi
        - Ourebia ourebi aequatoria
        - Ourebia ourebi cottoni
        - Ourebia ourebi dorcas
        - Ourebia ourebi gallarum
        - Ourebia ourebi goslingi
        - Ourebia ourebi haggardi
        - Ourebia ourebi hastata
        - Ourebia ourebi kenyae: Linh dương lùn Kenya
        - Ourebia ourebi montana
        - Ourebia ourebi ourebi
        - Ourebia ourebi quadriscopa
        - Ourebia ourebi rutila
        - Ourebia ourebi ugandae: Linh dương Uganda

    - Chi Raphicerus
      - Raphicerus campestris
        - Raphicerus campestris campestris
        - Raphicerus campestris naumanni

      - Raphicerus melanotis
      - Raphicerus sharpei

## Phân bố
Đại đa số linh dương trên thế giới sinh sống ở Châu Phi. Số nhỏ hơn có bản địa ở Châu Á.

## Hình ảnh

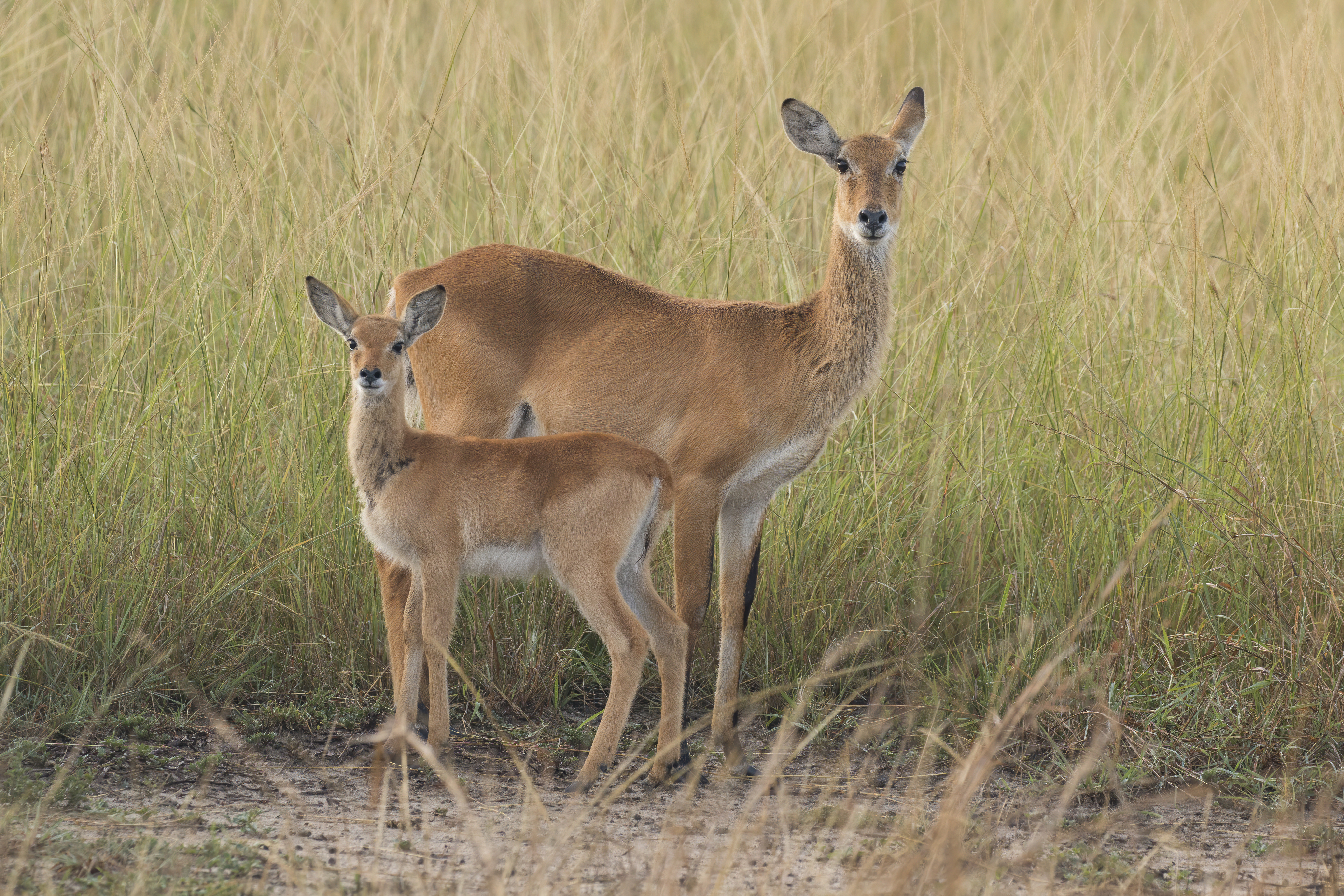
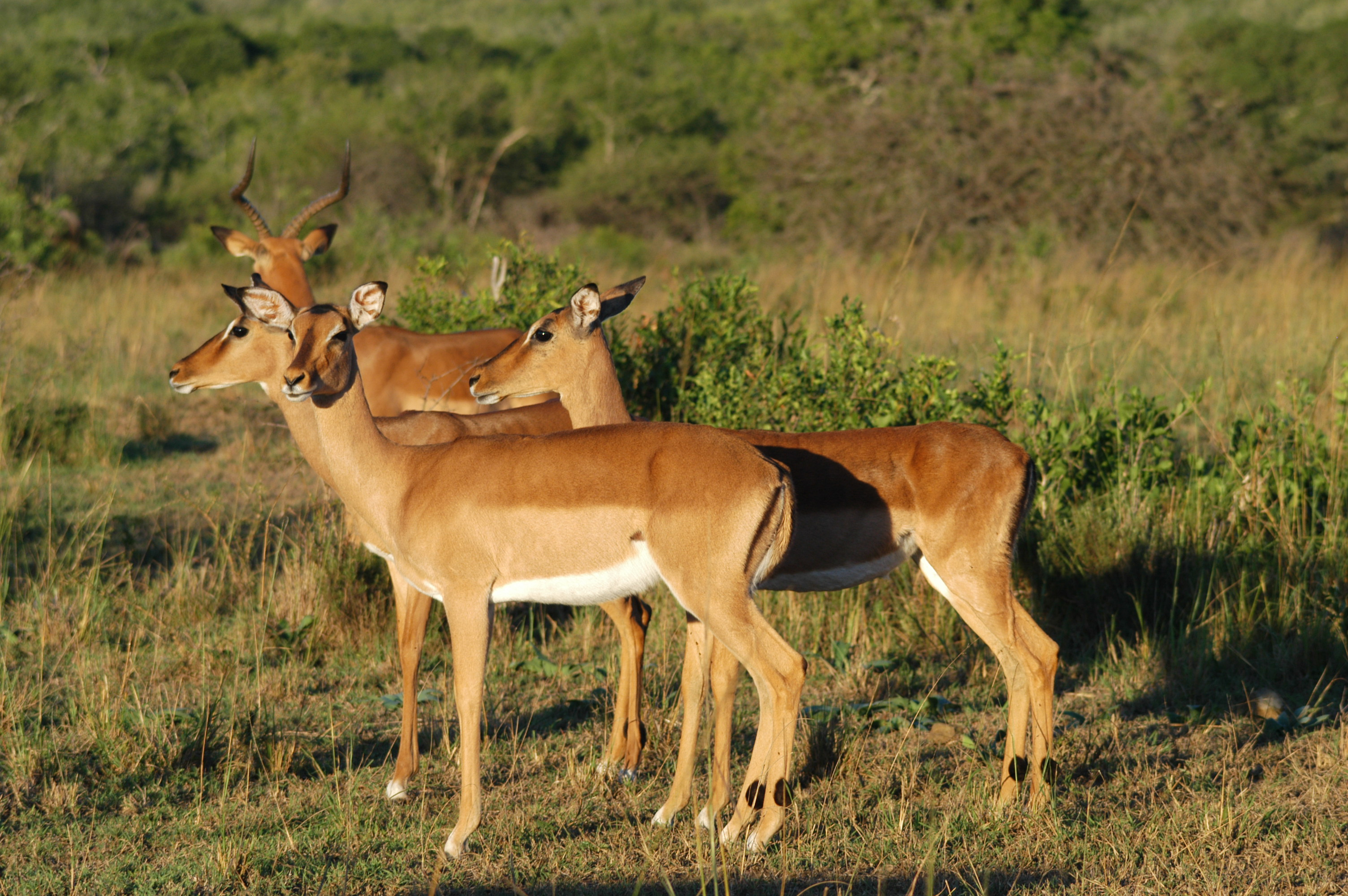
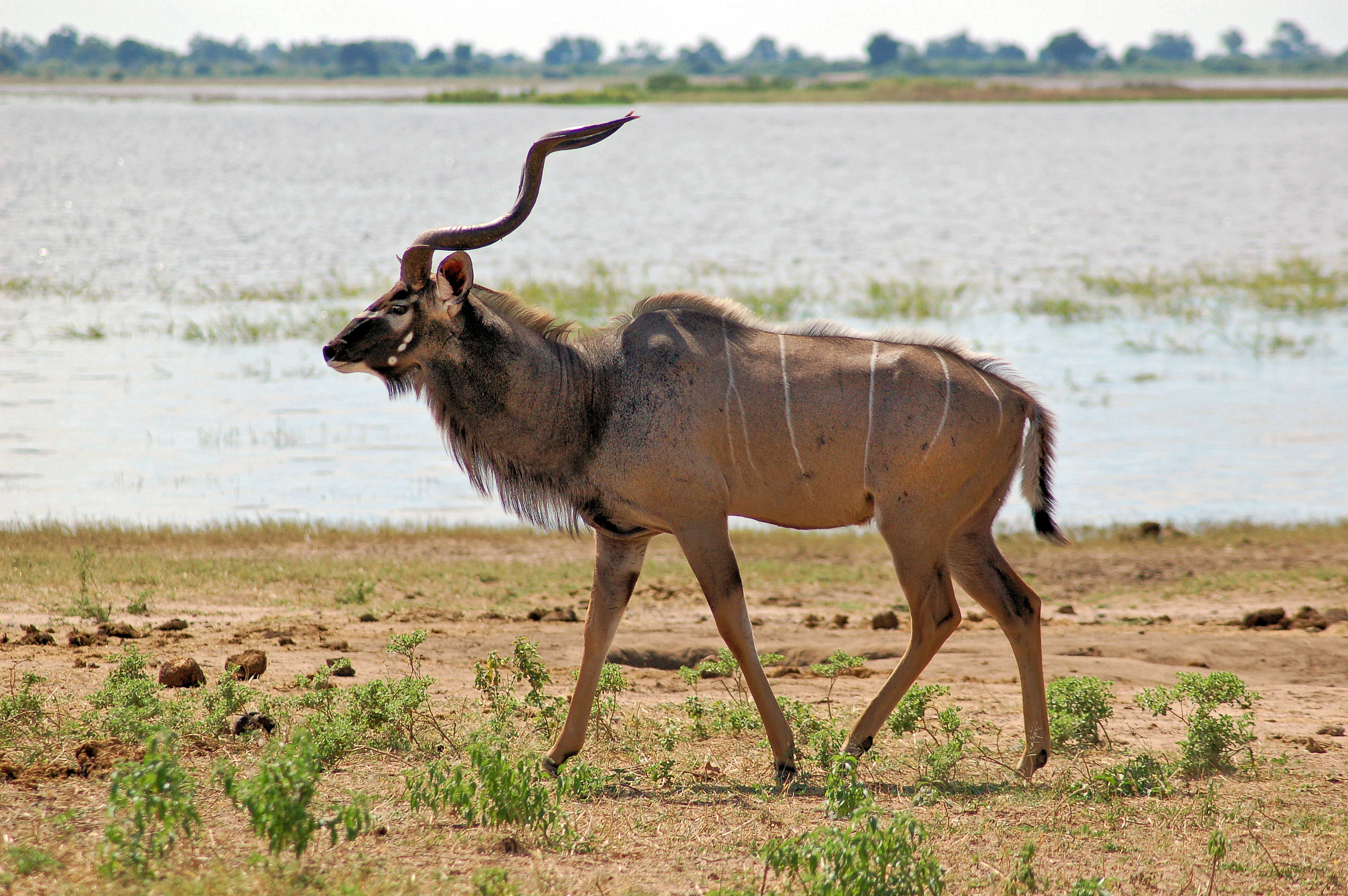
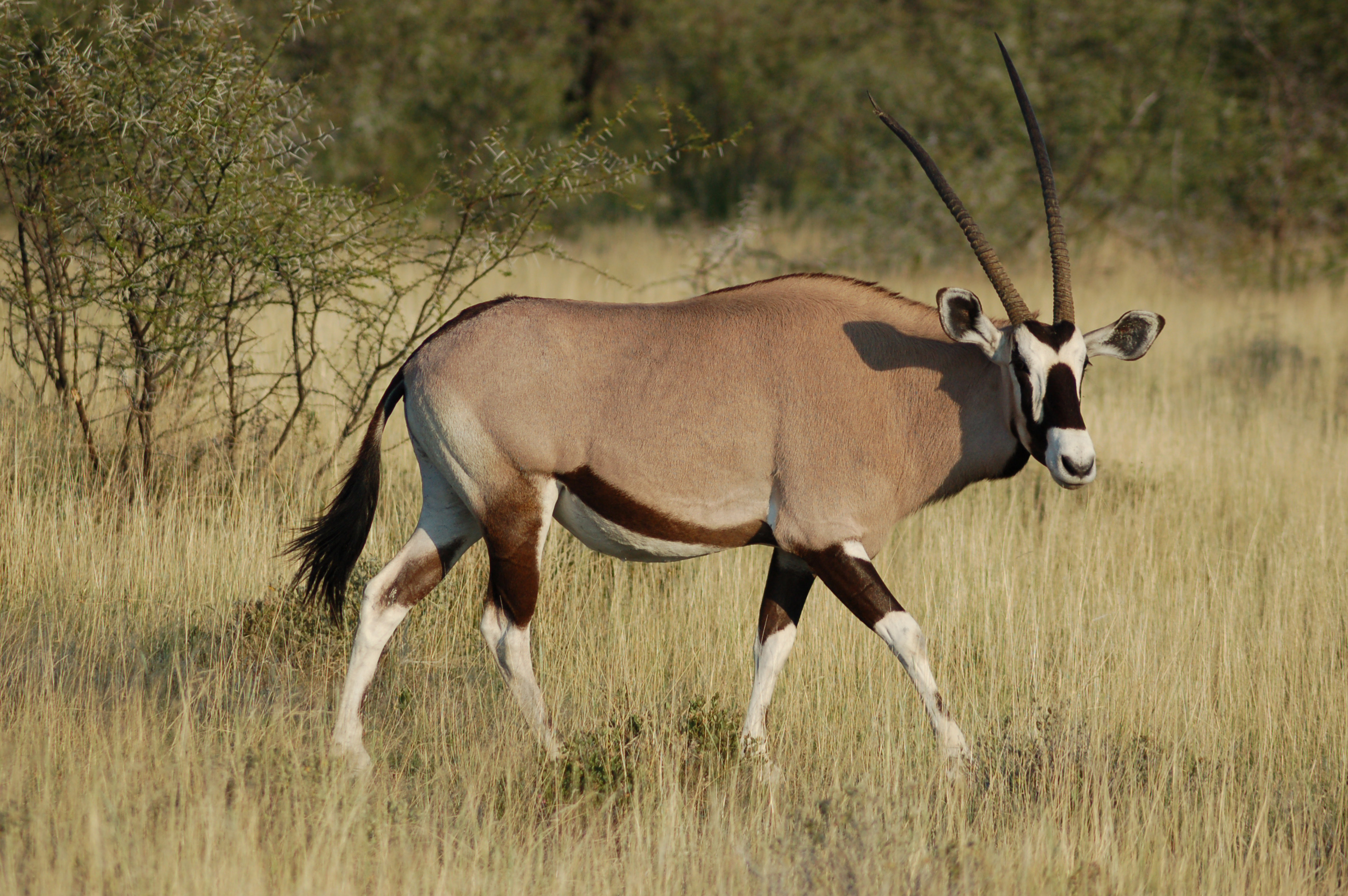